# 轵国
轵国，是西漢及北魏時期在河內郡軹縣（今河南省濟源市軹城鎮）設立的一個侯國。
呂后元年（前187年），專權的太后呂雉立了汉惠帝子刘朝为轵侯；至呂后四年（前183年）因劉朝改封為恆山王而國除為縣。漢文帝元年（前179年），汉文帝封舅舅薄昭为轵侯，属于万户侯，至文帝十年（前170年）薄昭被逼自殺後，文帝於翌年（前169年）立了軹易侯薄戎奴承襲軹侯。建元二年（前139年），由薄梁承袭轵侯。後事失載
軹縣在東漢及晉朝仍置於河內郡中。經歷十六國時期後屬北魏所有，仍置於河內郡中。魏初曾封寇贊為軹縣侯，但及後又寇贊獲賜爵河南公，復為縣。